# Celeripede
Celeripede war eine britische Automarke.

## Unternehmensgeschichte
John Thomas aus dem Londoner Stadtteil High Barnet begann 1900 mit der Produktion von Automobilen. Der Markenname lautete Celeripede. 1901 endete die Produktion. Insgesamt entstanden nur wenige Exemplare.

## Fahrzeuge
Im Angebot standen Kleinwagen. Es waren Dreiräder.